# Iwan Manastyrski
Iwan Manastyrski (pol. Jan Manasterski, niem. Johann Manastyrski von Ritter) – ziemianin, poseł na Sejm Krajowy Galicji i do austriackiej Rady Państwa
Ziemianin, właściciel dóbr Kujdanów, w pow. buczackim. Jego żoną była Agata z Kruszelnickich.
Poseł do Sejmu Krajowego Galicji II kadencji (1867–1869), Wybrany w IV kurii obwodu Czortków, z okręgu wyborczego nr 9 Czortków-Jazłowiec-Budzanów. Był członkiem Klubu Ruskiego.
Poseł do Rady Państwa w Wiedniu II kadencji (20 maja 1867 – 21 maja 1870) wybrany jako delegat z grona posłów wiejskich okręgów: Zaleszczyki, Borszczów, Czortków, Kopyczyńce. W parlamencie austriackim należał do Koła Polskiego.